# Syagrus loefgrenii
Syagrus loefgrenii är en enhjärtbladig växtart som beskrevs av Sidney Frederick Glassman. Syagrus loefgrenii ingår i släktet Syagrus och familjen Arecaceae. Inga underarter finns listade i Catalogue of Life.